# Boroszów
Boroszów (deutsch Boroschau, 1936–1945 Alteneichen) ist eine Ortschaft in Oberschlesien. Sie liegt in der Stadt-und-Land-Gemeinde Olesno (Rosenberg O.S.) im Powiat Oleski der Woiwodschaft Opole (Oppeln).

## Geographie

### Geographische Lage
Boroszów liegt im nordöstlichen Teil Oberschlesiens im Rosenberger Land. Das Dorf Boroszów liegt rund acht Kilometer nördlich der Kreisstadt Olesno und etwa 55 Kilometer nordöstlich der Woiwodschaftshauptstadt Opole.
Der Ort liegt in der Wyżyna Woźnicko-Wieluńska (Woischnik-Wieluń Hochland) innerhalb der Obniżenie Liswarty (Lisswarther Senke). Boroszów Südlich des Dorfes liegen weitläufige Waldgebiete. Durch den Ort verläuft die Woiwodschaftsstraße DW487.

### Nachbarorte
Nachbarorte von Boroszów sind im Westen Jamy (Jamm), im Norden Skrońsko (Skronskau) und im Osten Bischdorf/Biskupice.

## Geschichte

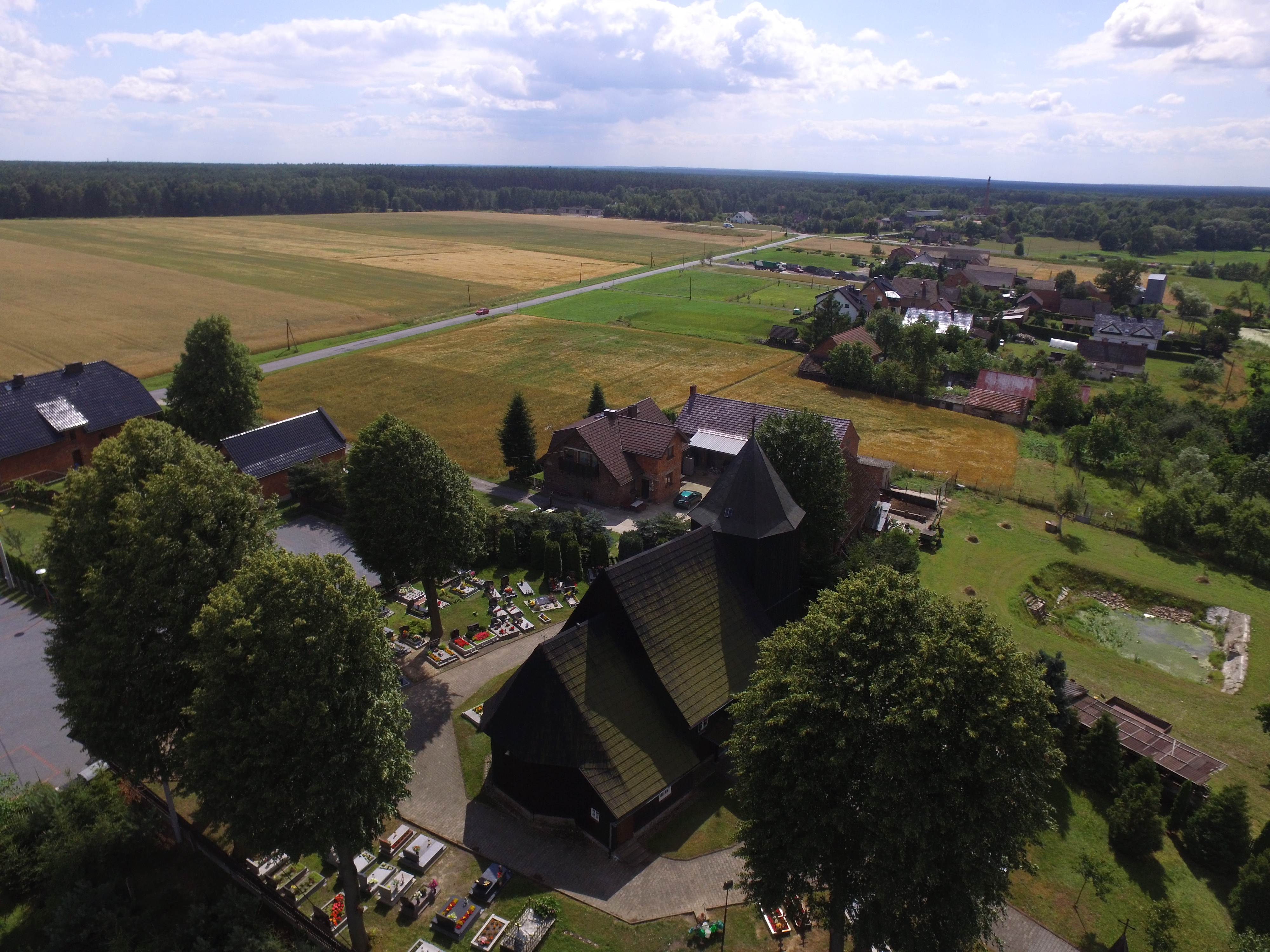
Luftansicht mit Schrotholzkirche St. Maria Magdalena

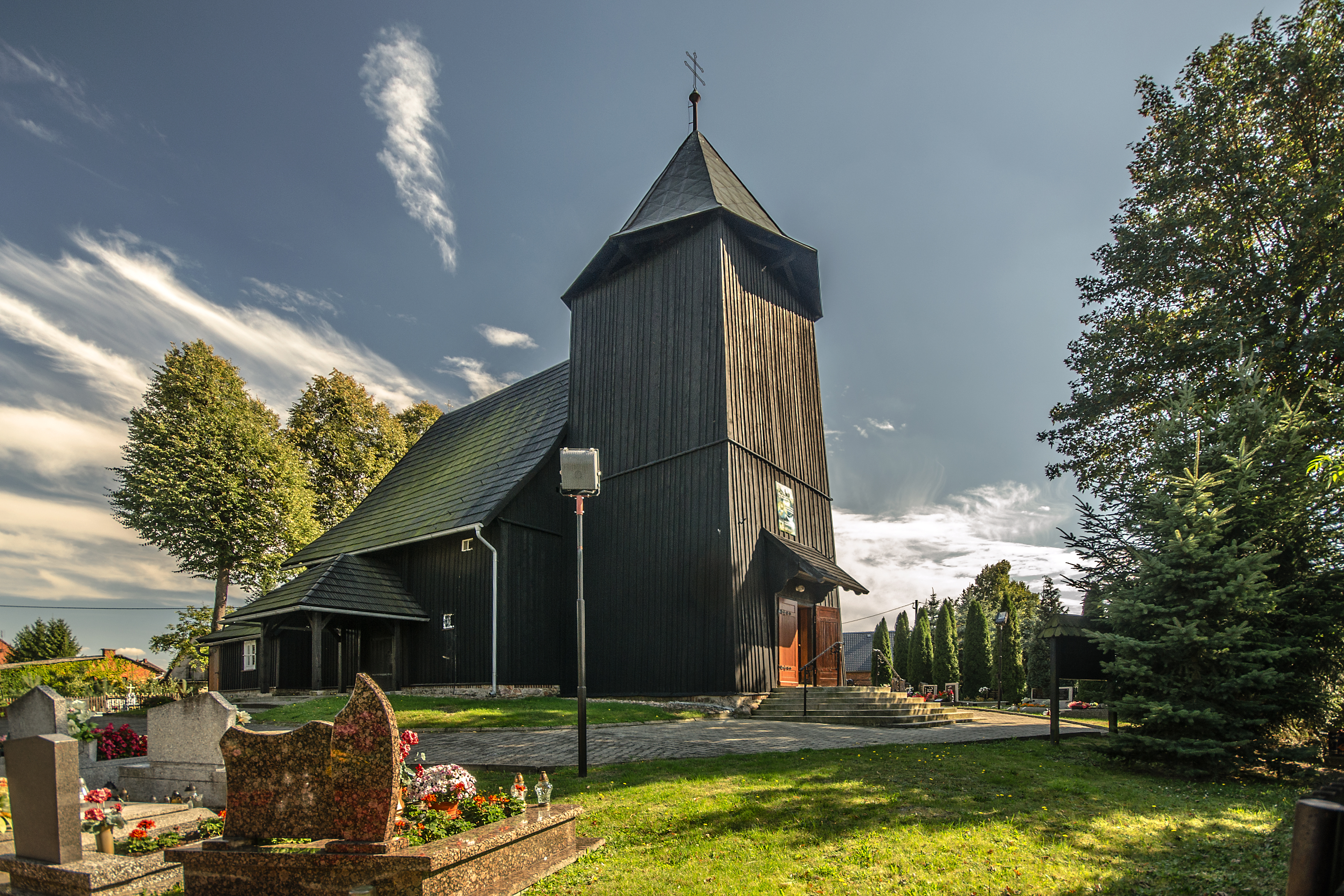
Schrotholzkirche St. Maria Magdalena

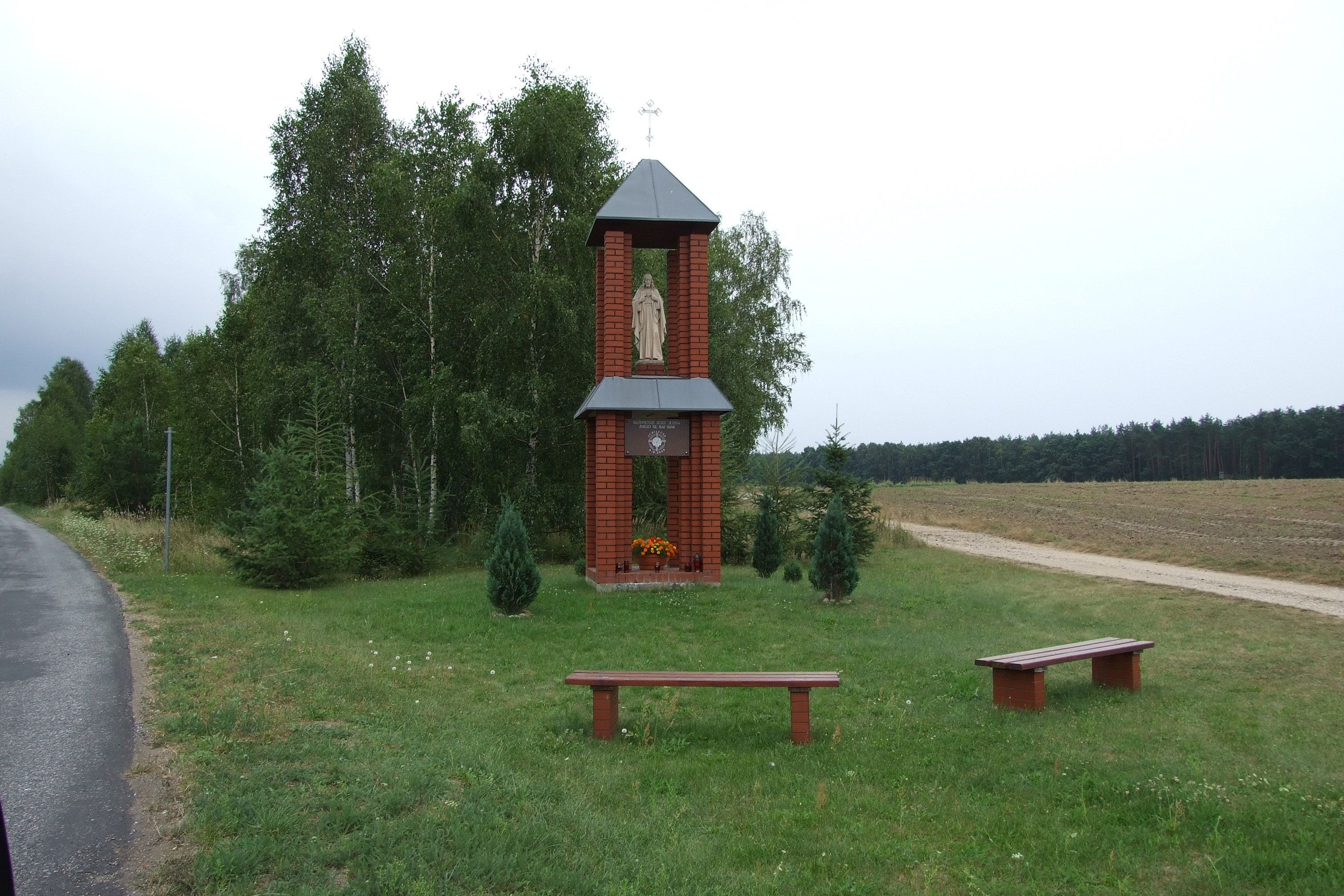
Herz-Jesu-Kapelle

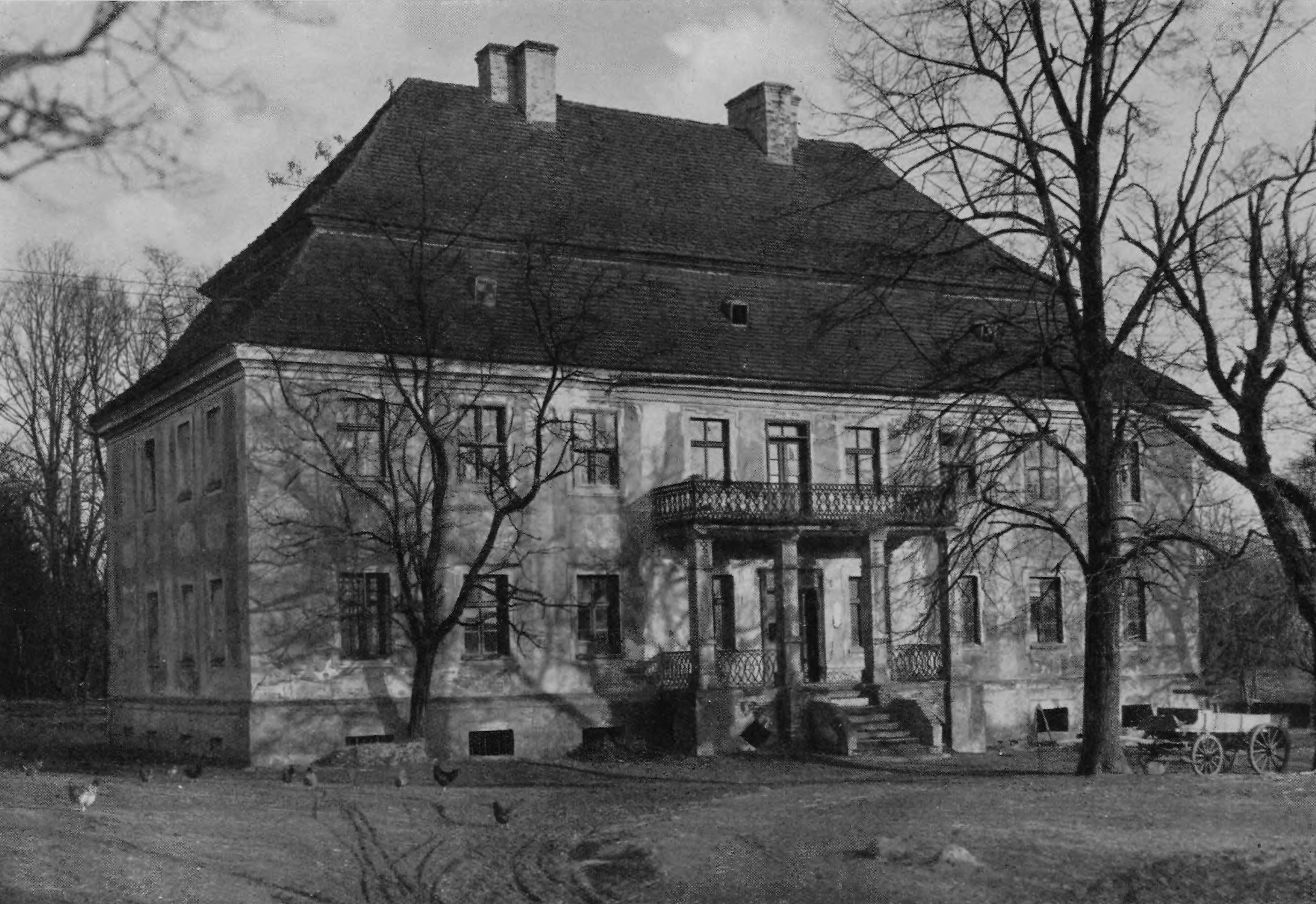
Ehemaliges Gutshaus (1937)

Das Dorf wurde im 16. Jahrhundert erstmals erwähnt. Der Ortsname leitet sich vom Gründer des Dorfes ab, das Dorf des Borosz. 1679 wird erstmals eine Kirche im Ort erwähnt.
Nach dem Ersten Schlesischen Krieg 1742 fiel Boroschau mit dem größten Teil Schlesiens an Preußen.
Nach der Neuorganisation der Provinz Schlesien gehörte die Landgemeinde Boroschau ab 1816 zum Landkreis Rosenberg O.S. im Regierungsbezirk Oppeln. 1845 bestanden im Dorf ein Schloss, ein Vorwerk, eine katholische Kirche, ein Jägerhaus, eine Brauerei, eine Brennerei und 39 Häuser. Im gleichen Jahr lebten in Boroschau 303 Menschen, davon 34 evangelisch und fünf jüdisch. 1855 zählte das Dorf 357 Menschen. 1874 wurde der Amtsbezirk Skronskau  gegründet, welcher aus den Landgemeinden Boroschau, Jastrzigowitz und Skronskau und die Gutsbezirke Boroschau und Skronskau bestand. 1885 zählte Boroschau 172 Einwohner. 1895 erhielt Boroschau einen Anschluss an die Bahnstrecke der Rosenberger Kreisbahn.
Bei der Volksabstimmung in Oberschlesien am 20. März 1921 stimmten 91 Wahlberechtigte für einen Verbleib Oberschlesiens bei Deutschland und 11 für eine Zugehörigkeit zu Polen. Groß Borek verblieb nach der Teilung Oberschlesiens beim Deutschen Reich. 1925 zählte Boroschau 399, 1933 wiederum 358 Einwohner. Am 27. April 1936 wurde der Ort im Zuge einer Welle von Ortsumbenennungen der NS-Zeit in Alteneichen umbenannt. Zum 1. April 1939 wird Alteichen in die Gemeinde Bischdorf eingegliedert. Bis 1945 befand sich der Ort im Landkreis Rosenberg O.S.
1945 kam der bis dahin deutsche Orte unter polnische Verwaltung und wurde anschließend der Woiwodschaft Schlesien angeschlossen und ins polnische Boroszów umbenannt. 1950 kam der Ort zur Woiwodschaft Oppeln und 1975 zur Woiwodschaft Tschenstochau. 1993 wurde der Personenverkehr entlang der Bahnstrecke der ehemaligen Rosenberger Kreisbahn eingestellt. 1999 kam der Ort zum wiedergegründeten Powiat Oleski und wieder zur Woiwodschaft Oppeln.

## Sehenswürdigkeiten
- Die Schrotholzkirche St. Maria Magdalena (Kościół św. Marii Magdaleny) wurde 1773 im Auftrag der Familie von Paczenski erbaut.[5]
- Die zweistöckige Herz-Jesu-Kapelle wurde im Jahr 2000 an der Straßen nach Bischdorf eingeweiht.[2]

## Vereine
- Freiwillige Feuerwehr OSP Boroszów.